# Campionati europei di pattinaggio di figura 2024 - Coppie
La gara delle coppie ai campionati europei di pattinaggio di figura 2024 si è svolta dall'11 al 12 gennaio 2024 alla Žalgiris Arena di Kaunas in Lituania.

## Risultati
| Rank | Atleta                               | Nazione     | Totale | SP | SP    | FS                                  | FS                                  |
| ---- | ------------------------------------ | ----------- | ------ | -- | ----- | ----------------------------------- | ----------------------------------- |
| 1    | Lucrezia Beccari Matteo Guarise      | Italia      | 199.19 | 3  | 67.05 | 1                                   | 132.14                              |
| 2    | Anastasiia Metelkina Luka Berulava   | Georgia     | 196.14 | 1  | 71.30 | 5                                   | 124.84                              |
| 3    | Rebecca Ghilardi Filippo Ambrosini   | Italia      | 195.68 | 5  | 64.87 | 2                                   | 130.81                              |
| 4    | Maria Pavlova Alexei Sviatchenko     | Ungheria    | 194.02 | 4  | 65.29 | 3                                   | 128.73                              |
| 5    | Minerva Fabienne Hase Nikita Volodin | Germania    | 190.69 | 2  | 69.63 | 6                                   | 121.06                              |
| 6    | Sara Conti Niccolò Macii             | Italia      | 187.25 | 7  | 61.52 | 4                                   | 125.73                              |
| 7    | Annika Hocke Robert Kunkel           | Germania    | 177.75 | 6  | 62.52 | 7                                   | 115.23                              |
| 8    | Daria Danilova Michel Tsiba          | Paesi Bassi | 167.32 | 10 | 53.95 | 8                                   | 113.37                              |
| 9    | Anastasia Vaipan-Law Luke Digby      | Regno Unito | 159.01 | 8  | 56.79 | 9                                   | 102.22                              |
| 10   | Ioulia Chtchetinina Michał Woźniak   | Polonia     | 154.91 | 11 | 53.61 | 11                                  | 101.30                              |
| 11   | Sofiia Holichenko Artem Darenskyi    | Ucraina     | 154.37 | 12 | 52.95 | 10                                  | 101.42                              |
| 12   | Océane Piegad Denys Strekalin        | Francia     | 148.51 | 9  | 54.06 | 12                                  | 94.45                               |
| 13   | Barbora Kucianová Martin Bidař       | Rep. Ceca   | 144.63 | 13 | 52.49 | 14                                  | 92.14                               |
| 14   | Milania Väänänen Filippo Clerici     | Finlandia   | 142.27 | 16 | 48.23 | 13                                  | 94.04                               |
| 15   | Lydia Smart Harry Mattick            | Regno Unito | 140.46 | 14 | 51.60 | 15                                  | 88.86                               |
| 16   | Camille Kovalev Pavel Kovalev        | Francia     | WD     | 15 | 50.90 | Ritirati dopo il corto              | Ritirati dopo il corto              |
| 17   | Greta Crafoord John Crafoord         | Svezia      | 42.66  | 17 | 42.66 | Non qualificato al programma libero | Non qualificato al programma libero |
| 18   | Sophia Schaller Livio Mayr           | Austria     | 42.57  | 18 | 42.57 | Non qualificato al programma libero | Non qualificato al programma libero |